# 日支共同防敵軍事協定
日支共同防敵軍事協定(にっしきょうどうぼうてきぐんじきょうてい)とは、1918年（大正7年）、日本と中華民国（当時の日本側による呼称は「支那共和国」）の間に結ばれた軍事協定である。日中共同防敵軍事協定や日華共同防敵軍事協定とも呼ばれる。中国側の名称は中日共同防敵軍事協定。

## 概要
協定締結の背景には、1917年8月14日に中国の段祺瑞内閣がドイツ・オーストリアに宣戦布告し、第一次世界大戦に参戦したことがある。これにより、日中は独墺を共通の敵とすることになった。また、同年11月のロシア十月革命によってロシアではウラジーミル・レーニンが率いるボリシェヴィキ政権へと代わると、連合国は共産勢力の脅威を宣伝した。
この頃から、日本では田中義一参謀次長を中心に軍事協定の締結、さらには日中同盟や武器統一、各種事業合弁が模索された。1918年1月4日、奉天省の中央銀行とも言うべき東三省官銀の発行していた奉天票が、銀との交換を停止し不換紙幣となってしまった。1918年1月下旬には、在北京の日本人武官に対し、日中協定の締結を急ぐこと、中国側から発意させることを訓電した。
1918年3月3日に連合国を無視した対独単独講和となるブレスト＝リトフスク条約（ドイツ＝ロシア講和条約）の締結および同年3月16日の批准がなされると、ドイツの勢力がシベリア方面にも蔓延し、極東の安全を脅かす恐れが生じた (ビヨルケの密約という前例がある)。また中国側も、当時ロシアの勢力下にあった北満洲および外蒙古などの辺境の安全を懸念するようになった。
同年3月8日、寺内正毅内閣は協定の成立を図る旨の閣議決定をし、中国側に伝えられた。3月25日、東京において中華民国特命全権公使の章宗祥と日本の外務大臣の本野一郎との間の交換公文により、日支間の共同防敵で意見が一致した。これは中華民国側が提案し、日本側がそれを受け入れたという形になっている。
しかし日本側代表の本野は公文交換1ヵ月後の4月23日、病気（胃がん）を理由に外務大臣を辞任し、同年9月17日に死去することになり、本協定の締結に立ち会うことはできなかった。
北京において同年5月16日に日支陸軍共同防敵軍事協定が、同年5月19日に日支海軍共同防敵軍事協定及びその説明書が結ばれた。陸軍協定については、同年9月6日に詳細協定が結ばれた。同年9月28日には、協同動作のために、日本が中国へ参戦借款を提供する契約が結ばれた。
1919年1月18日からパリ講和会議が開会されたため、2月5日に陸軍協定の、3月1日に海軍協定の終了時期が明確化された。
協定失効条件は、「独墺敵国ニ対スル戦争状態終了ノ時」とされていたが、この協定はロシアの赤軍勢力を見据えたものとも言われる。1917年12月より、ハルピンにおいて、ホルバート将軍と中国政府が、ソビエト勢力の取り締まりを始めていた。また、1918年2月には、日本がブラゴヴェシチェンスクの日本人居留民に義勇自警団を組織させ反革命軍を支援していた。その他、1918年3月6日より、ロシア白軍は中国国境付近のブラゴヴェシチェンスクでガモフの反乱を起こしたため、赤軍が近くに集結していた。

## 関連文献
- 井竿富雄「陸軍におけるシベリア出兵構想の変容」『政治研究』第48巻、九州大学法学部政治研究室、2001年3月、31-54頁、CRID 1390572174716844416、doi:10.15017/16381、hdl:2324/16381、ISSN 02898357。
- 菅野正「日中軍事協定の廃棄について」『奈良史学』第4号、奈良大学史学会、1986年12月、23-37頁、CRID 1050300533202379264、ISSN 02894874。
- 横山久幸「一九一八年の日中軍事協定と兵器同盟について」『上智史學』第51号、上智大学史学会、2006年11月、49-75頁、CRID 1050001339155557760、ISSN 03869075。

- 「日中軍事協定締結ニ関スル件」『日本外交文書 大正7年（1918年） 第2冊上巻』